# Угловое (Приморский край)
Угловое — упразднённый рабочий посёлок, находившийся в подчинении администрации города Артёма в Приморском крае России. С 2004 года микрорайон города Артём.

## География
Расположен на берегу Угловой бухты Амурского залива.

## История
Рядом с посёлком Угловое возник военный пост, основанный в 1860 году солдатами 3-го линейного батальона. И только в 1891 году здесь возникло первое поселение русских людей — Угловое, в одной из бухт Амурского залива. Основателями были крестьяне — переселенцы с западных краёв и областей России.
В 2004 году, наряду с пгт Артёмовский и Заводской, был упразднён и вошёл непосредственно в состав города Артёма.

## Население
| 1915 | 1926 | 1959    | 1970    | 1979    | 1989    | 2002    |
| ---- | ---- | ------- | ------- | ------- | ------- | ------- |
| 791  | ↘776 | ↗12 103 | ↗14 390 | ↘14 223 | ↘12 356 | ↗12 732 |

Население по переписи 2002 года составило 12 732 человека, из которых 6103 мужчины (47,93 %), 6629 женщин (52,07 %).

## Достопримечательности
- Храм Покрова Божией Матери
- Памятник погибшим в Великой Отечественной войне

## Инфраструктура
До начала 2000-х годов действовал фарфоровый завод.
завод СМиД (строительные материалы и детали)
три кирпичных завода
Автоколонна
Гараж, склады, лабаратория Примгеологии
ПМС 220 (путеремонтная станция ЖД)
Военный Аэродром Угловая-центральная (двойка)
склады Химполимер
Завод Урмз (угловский ремонтно механический завод)
Дальстальконструкция и проектное бюро с инженерами
перечислины не все предприятия поселка
Все вышеперечисленные предприятия имели обширные площади

## Транспорт
Через посёлок проходит федеральная трасса «Уссури» и Транссибирская магистраль.